# Lúcio Munácio Planco (cônsul em 13)
Lúcio Munácio Planco (em latim: Lucius Munatius Plancus) foi um político romano eleito cônsul sufecto em 13 com Caio Sílio. Era filho de Lúcio Munácio Planco, cônsul em 42 a.C.. 

## Carreira e família
Em 14, Munácio foi enviado como legado imperial à Germânia para sufocar o motim das legiões romanas na região depois da morte do imperador Augusto. Somente a intervenção de Calpúrnio, porta-estandarte da Legio I Germanica evitou que os soldados de Germânico o assassinassem.
Em algum momento, Munácio casou-se com Emília Paula, filha de Emílio Lépido Paulo, cônsul em 34 a.C..